# Stagni di Belangero (Asti)
Stagni di Belangero (Asti) este o arie protejată (arie specială de conservare — SAC, sit de importanță comunitară — SCI) din Italia întinsă pe o suprafață de 591 ha, integral pe uscat.

## Localizare
Centrul sitului Stagni di Belangero (Asti) este situat la coordonatele 44°51′47″N 8°11′42″E / 44.863°N 8.195°E.

## Înființare
Situl Stagni di Belangero (Asti) a fost declarat sit de importanță comunitară în septembrie 1995 pentru a proteja 15 specii de animale. Situl a fost protejat și ca arie specială de conservare în februarie 2017.

## Biodiversitate
Situată în ecoregiunea continentală, aria protejată conține 7 habitate naturale: Lacuri eutrofice naturale cu vegetație de tip Magnopotamion sau Hydrocharition, Fânețe de joasă altitudine (Alopecurus pratensis, Sanguisorba officinalis), Păduri aluvionare cu Alnus glutinosa și Fraxinus excelsior (Alno-Padion, Alnion incanae, Salicion albae), Râuri cu maluri nămoloase cu vegetație de Chenopodion rubri p.p. și Bidention p.p., Cursuri de apă de la nivel de câmpie la nivel montan, cu vegetație Ranunculion fluitantis și Callitricho-Batrachion, Râuri de munte și vegetația lor lemnoasă cu Salix elaeagnos, Pajiști uscate seminaturale și facies de acoperire cu tufișuri pe substraturi calcaroase (Festuco-Brometalia) (* situri importante pentru orhidee).
La baza desemnării sitului se află mai multe specii protejate:
- păsări (12): pescăruș albastru (Alcedo atthis), egretă mare (Ardea alba), stârc roșu (Ardea purpurea), rață roșie (Aythya nyroca), buhai de baltă (Botaurus stellaris), erete de stuf (Circus aeruginosus), egretă mică (Egretta garzetta), piciorong (Himantopus himantopus), stârc pitic (Ixobrychus minutus), stârc de noapte (Nycticorax nycticorax), cormoran mare (Phalacrocorax carbo), chiră de baltă (Sterna hirundo)
- amfibieni (2): Pelobates fuscus insubricus, Triturus carnifex
- nevertebrate (1): fluturele purpuriu (Lycaena dispar)

Pe lângă speciile protejate, pe teritoriul sitului au mai fost identificate 1 specie de plante, 3 specii de amfibieni, 4 specii de reptile.